# Ronald Kiefel
Ronald Kiefel (nacido el 11 de abril de 1960 en Denver) fue un ciclista estadounidense, profesional entre los años 1985 y 1995. Fue el primer estadounidense en ganar una etapa en una Gran Vuelta.

## Palmarés
| 1984 - 3º en el Campeonato Olímpico en contrarreloj por equipos 1985 - Trofeo Laigueglia - 1 etapa del Giro de Italia 1988 - Campeonato de Estados Unidos en Ruta - Giro de Toscana 1989 - 1 etapa del Tour de Trump | 1990 - 1 etapa del Critérium Internacional 1992 - 1 etapa del Tour de Luxemburgo 1993 - 1 etapade la Redlands Bicycle Classic - 1 etapa de la Fitchburg Longsjo Classic - 1 etapa del Tour DuPont 1994 - CoreStates Classic |

## Resultados en las Grandes Vueltas y Campeonatos del Mundo
| Carrera         | 1985 | 1986 | 1987 | 1988 | 1989  | 1990 | 1991  | 1992 | 1993 | 1994 | 1995 |
| --------------- | ---- | ---- | ---- | ---- | ----- | ---- | ----- | ---- | ---- | ---- | ---- |
| Giro de Italia  | 60.º | -    | -    | 62.º | 102.º | -    | -     | -    | -    | -    | -    |
| Tour de Francia | -    | 96.º | 82.º | 69.º | 73.º  | 83.º | 138.º | Ab.  | -    | -    | -    |
| Vuelta a España | -    | -    | -    | -    | -     | -    | -     | -    | -    | -    | -    |
| Mundial en Ruta | 22.º | 79.º | 25º  | 16º  | -     | -    | -     | -    | -    | -    | -    |

-: no participa

Ab.: abandono

## Equipos
- 7 Eleven (1985-1990)
- Motorola (1991-1992)
- Coors Light (1993-1994)
- Saturn (1995)